# 多古街道
多古街道（たこかいどう）は千葉県印旛郡酒々井町から香取市、または匝瑳市に至る街道である。

## 概要
成田街道（水戸佐倉道）の酒々井宿（印旛郡酒々井町）から分岐して成田市三里塚や香取郡多古町を経由して香取市の銚子街道と佐原街道の佐原宿（佐原の町並み）に至る街道である。なお、成田街道（水戸佐倉道）は当街道の支線である。
道中の三里塚地区では県道106号八日市場佐倉線が踏襲しているが、成田国際空港A滑走路の建設により分断されたため、大きく迂回するルートとなっている。
支線が存在し、多古町多古から匝瑳市八日市場イに至る街道も同様に称された。現在は県道74号多古笹本線、県道106号八日市場佐倉線、県道16号佐原八日市場線が踏襲している。

## 主な経由地
- 多古街道 : 印旛郡酒々井町 - 富里市 - 成田市三里塚 - 山武郡芝山町 - 香取郡多古町 - 香取市
- 多古街道支線 : 香取郡多古町多古 - 匝瑳市八日市場イ